# Kottmar
Kottmar (en alt sòrab: Kotmar) és un municipi del districte de Görlitz, a Saxònia, Alemanya, creat amb efectes de l'1 de gener de 2013 per la fusió dels municipis d'Eibau, Niedercunnersdorf i Obercunnersdorf. Agafa el nom del mont Kottmar (583 m).